# قصر تسخیرشده (مجموعه تلویزیونی)
قصر تسخیرشده (انگلیسی: The Haunted Palace؛‏ کره‌ای: 귀궁) مجموعه تلویزیونی محصول کره جنوبی سال ۲۰۲۵ با بازی یوک سونگ جه، بونا و کیم جی هون است. این مجموعه از ۱۸ آوریل ۲۰۲۵، روزهای جمعه و شنبه ساعت ۲۱:۵۰ (کی‌اس‌تی) از اس‌بی‌اس پخش شد. قصر تسخیرشده همچنین برای استریم در ویکی در منطق منتخب قابل دسترسی است.

## بازیگران

### اصلی
- یوک سونگ جه در نقش یون گاپ / گانگ‌چوری[۶]
- بونا در نقش یو ری[۳]
- کیم جی هون در نقش پادشاه لی سونگ[۳]

### مکمل
- شین سول کی در نقش چوی این سون[۷]
- کیم سانگ هو در نقش پونگ سان[۸]
- سون بیونگ هو در نقش کیم بونگ این[۹]
- گیل هه یون در نقش نوپ دوک[۱۰]
- هان سو اون در نقش ملکه پارک[۱۱]
- هان سو یون در نقش دا بی[۱۲]
- کیم این کوان در نقش کیم اونگ سون[۱۳]
- چا چونگ هوا در نقش یونگ گوم[۱۴]
- لی وون جونگ در نقش راهب گاسوب[۱۲]
- چو هان گیول در نقش بی‌بی[۱۲]

### حضور ویژه
- کیم یونگ کوانگ در نقش گانگ‌چوری (روح)[۱۵]